# Arrondissement de Tallinn-Nord
L'arrondissement de Tallinn-Nord (estonien : Põhja-Tallinn) est l'un des huit arrondissements de Tallinn (Estonie). 
Il s'étend depuis la gare de Tallinn-Baltique (Balti Jaam) vers la péninsule de Kopli.

## Géographie
Põhja-Tallinn, située principalement sur la péninsule de Paljassaare et la péninsule de Kopli, représente 20 kilomètres  (45 %) de la frontière maritime de Tallinn.
La superficie de l'arrondissement au 1er décembre 2020 était de 15,19 km2 soit 9,5 % de la superficie totale de Tallinn.
Põhja-Tallinn est divisé en 9 quartiers (estonien : asum): Kalamaja, Karjamaa, Kelmiküla, Kopli, Merimetsa, Paljassaare, Pelgulinn, Pelguranna et Sitsi.

## Population

### Évolution démographique
Au 1er janvier 2020, Põhja-Tallinn compte 59 533 habitants.
Depuis 2004, l'évolution démographique est la suivante:
| 2004   | 2006   | 2008   | 2010   | 2012   |
| ------ | ------ | ------ | ------ | ------ |
| 56 044 | 56 994 | 55 626 | 56 005 | 56 443 |

| 2014   | 2016   | 2018   | 2020   | 2022   |
| ------ | ------ | ------ | ------ | ------ |
| 58 385 | 57 433 | 58 057 | 58 941 | 60 405 |

| 2024   | - | - | - | - |
| ------ | - | - | - | - |
| 63 690 | - | - | - | - |

### Groupes ethniques
| Groupes ethniques | % (2020) |
| ----------------- | -------- |
| Estoniens         | 50,3 %   |
| Russes            | 39,3 %   |
| Ukrainiens        | 3,9 %    |
| Biélorusses       | 1,8 %    |
| Finnois           | 0,7 %    |
| Tatars            | 0,3 %    |
| Lettons           | 0,3 %    |
| Juifs             | 0,2 %    |
| Autres            | 3,3 %    |

### Population
| Quartier    | 02.01.2019 | 01.01.2020 |
| ----------- | ---------- | ---------- |
| Kalamaja    | 11 616     | 12 259     |
| Karjamaa    | 5 030      | 4 982      |
| Kelmiküla   | 1 349      | 1 373      |
| Kopli       | 6 667      | 6 671      |
| Paljassaare | 461        | 604        |
| Pelgulinn   | 15 558     | 15 436     |
| Pelguranna  | 14 634     | 14 593     |
| Merimetsa   | 4          | ..         |
| Sitsi       | 3761       | 4001       |

## Lieux et bâtiments
Dans le quartier se trouvent : Linnahall, la prison de Patarei l'Hippodrome de Tallinn, l'Hydroaéroport de Tallinn, le port de Patarei, le port de Bekker, le port d'Hundipea, l'Arsenali keskus, le marché de la gare de Tallinn-Baltique et le cimetière de Kopli.

## Galerie

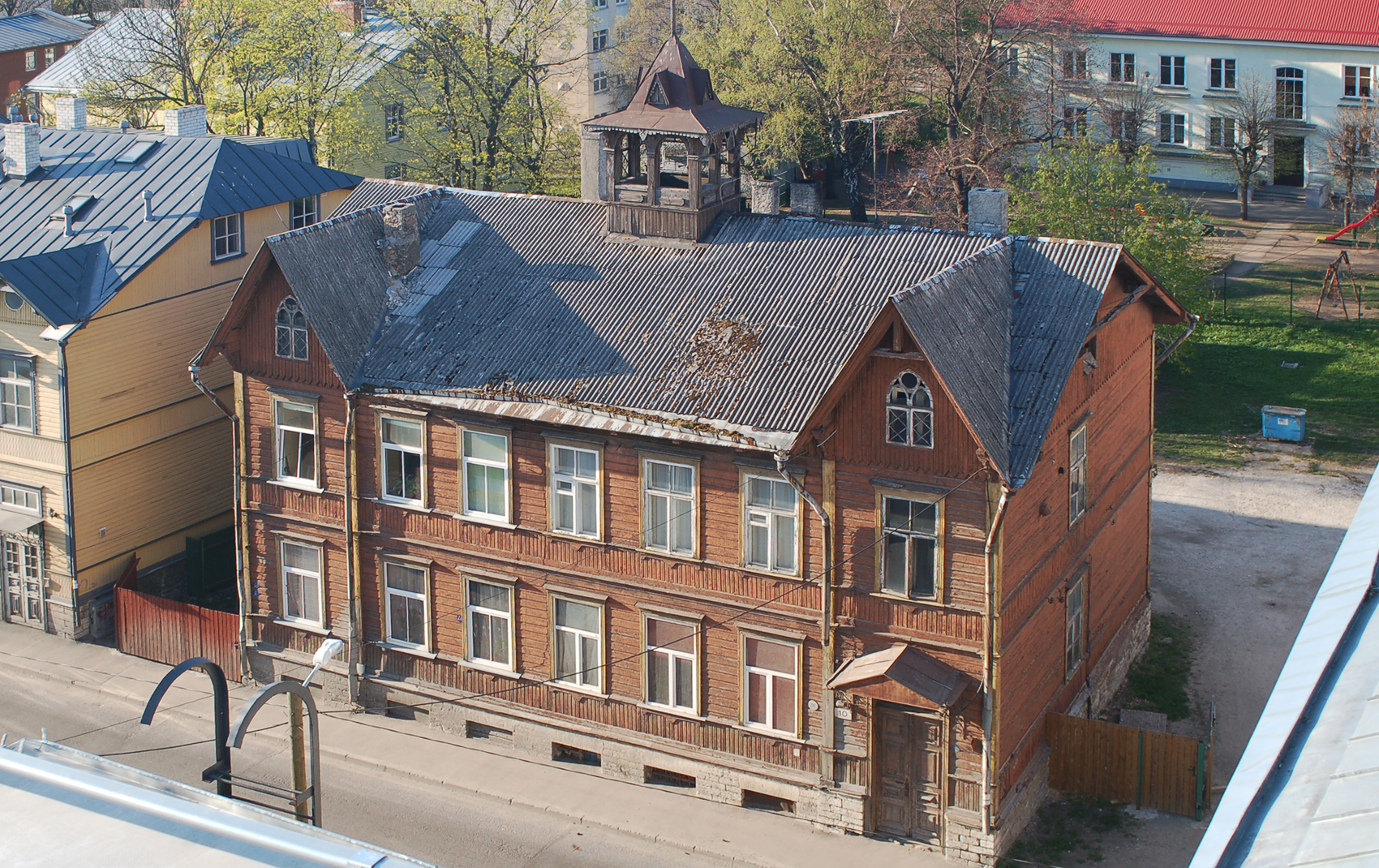
Niine 10.
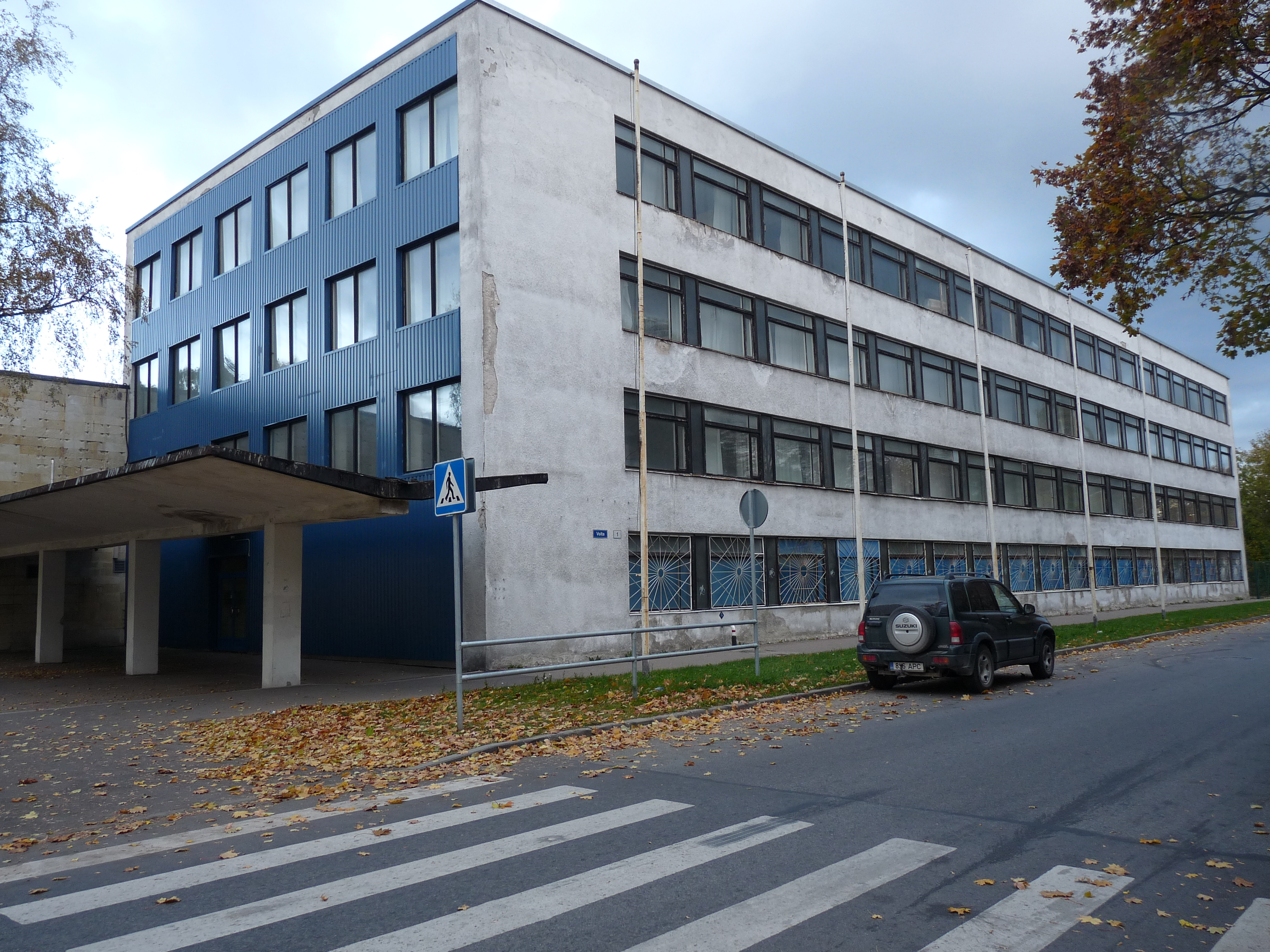
Volta tänav 1.
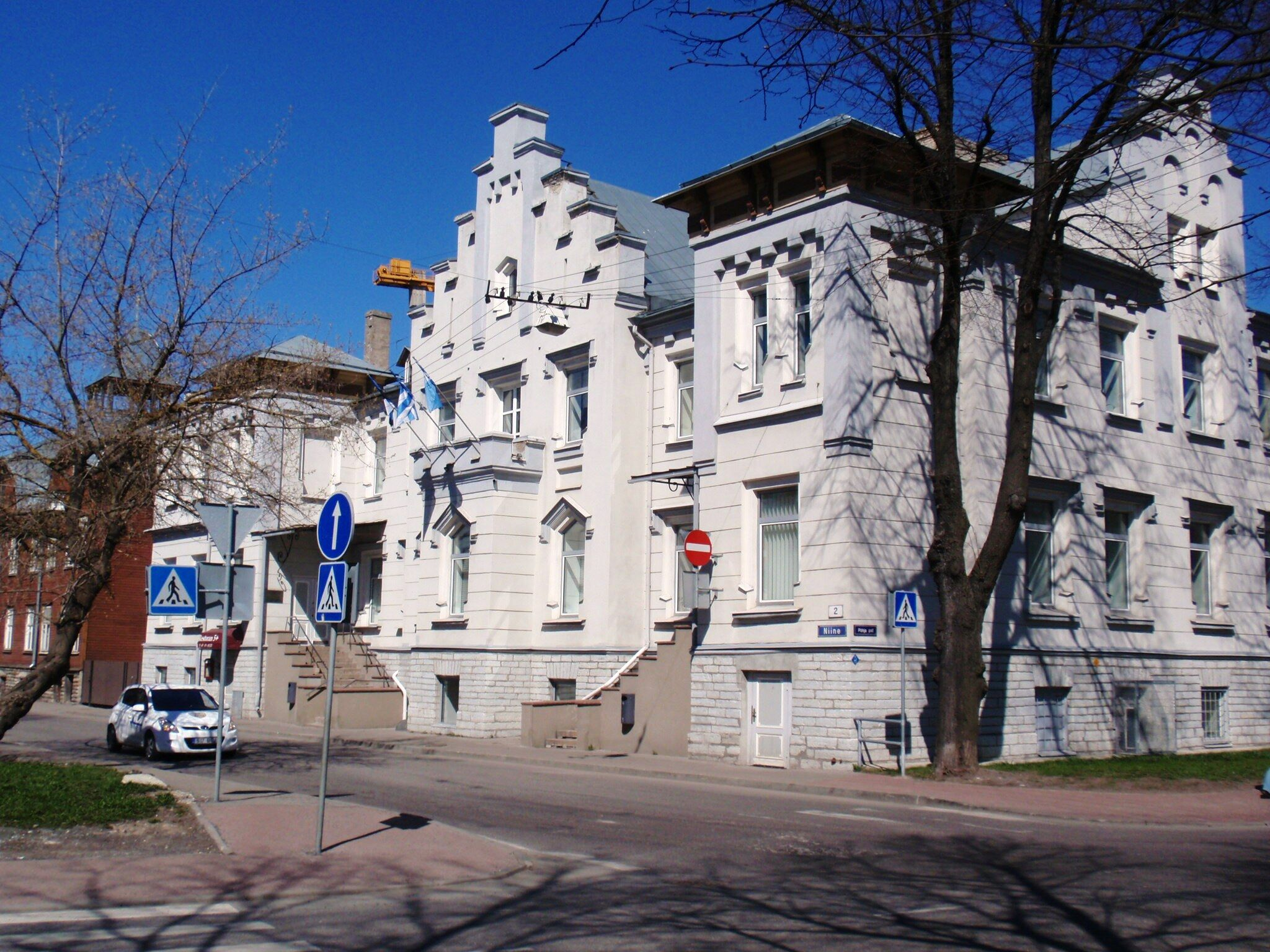
Ancien bâtiment administratif.
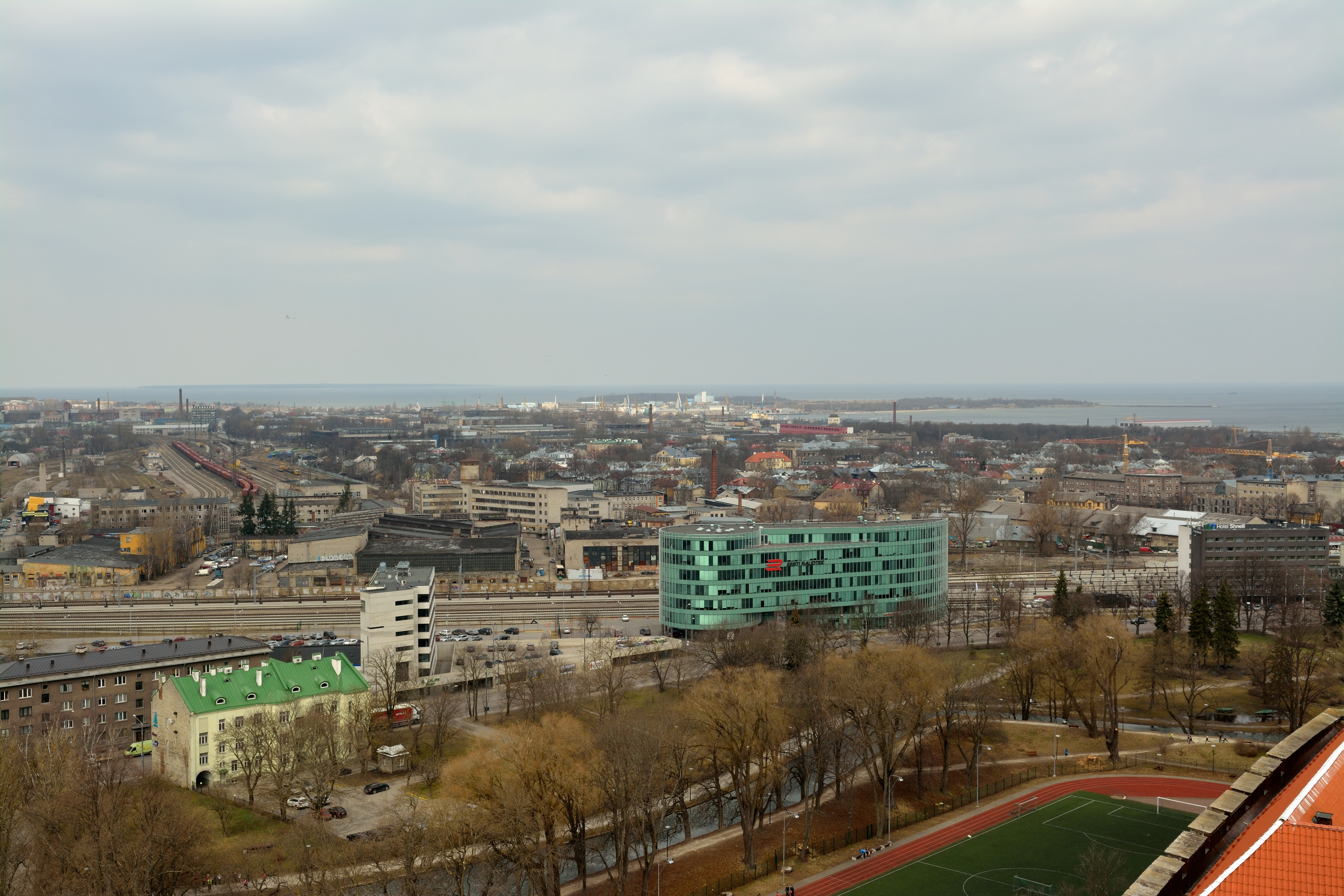
Nõhja-Tallinn depuis la tour Pikk Hermann.
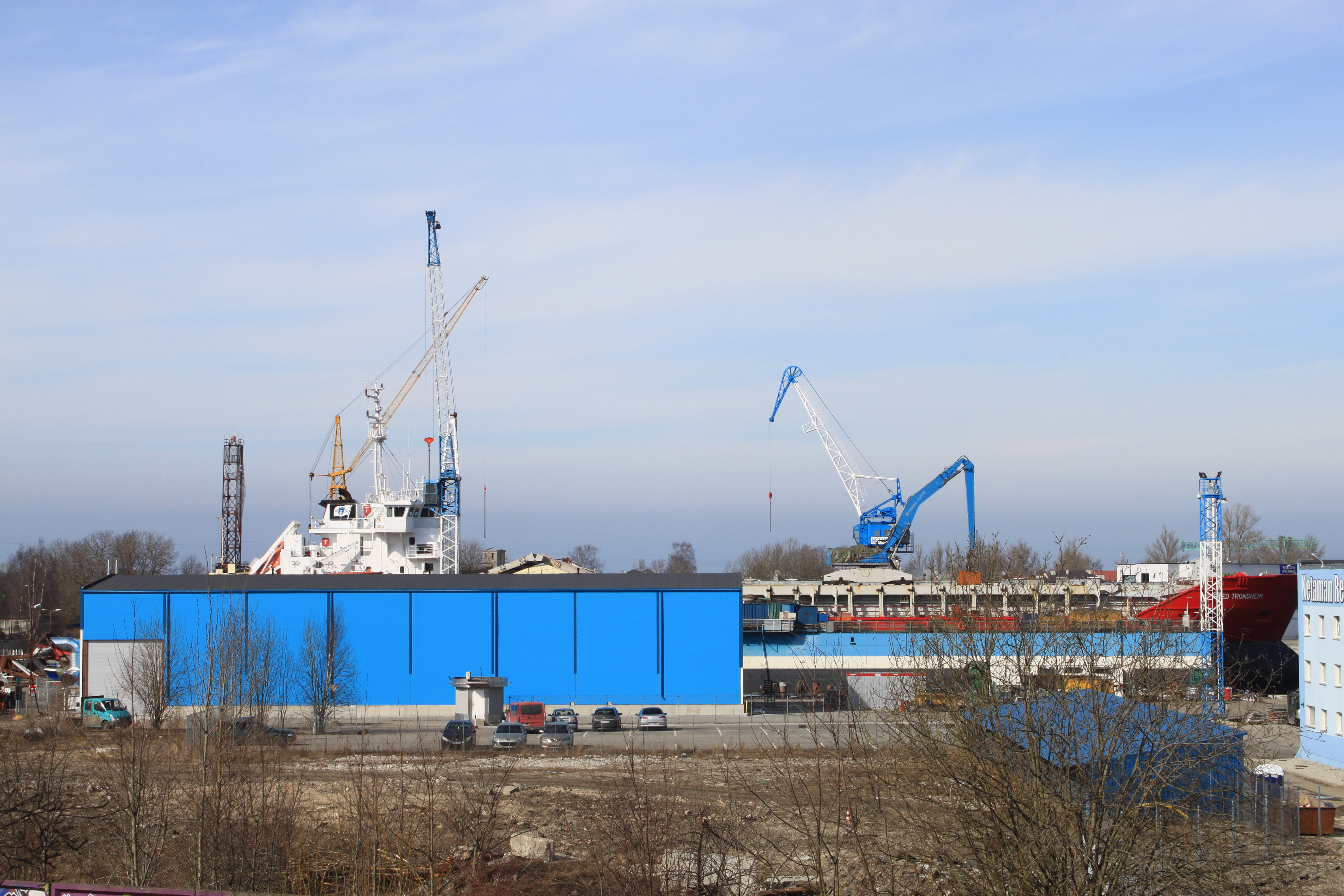
Port de Paljassaare.
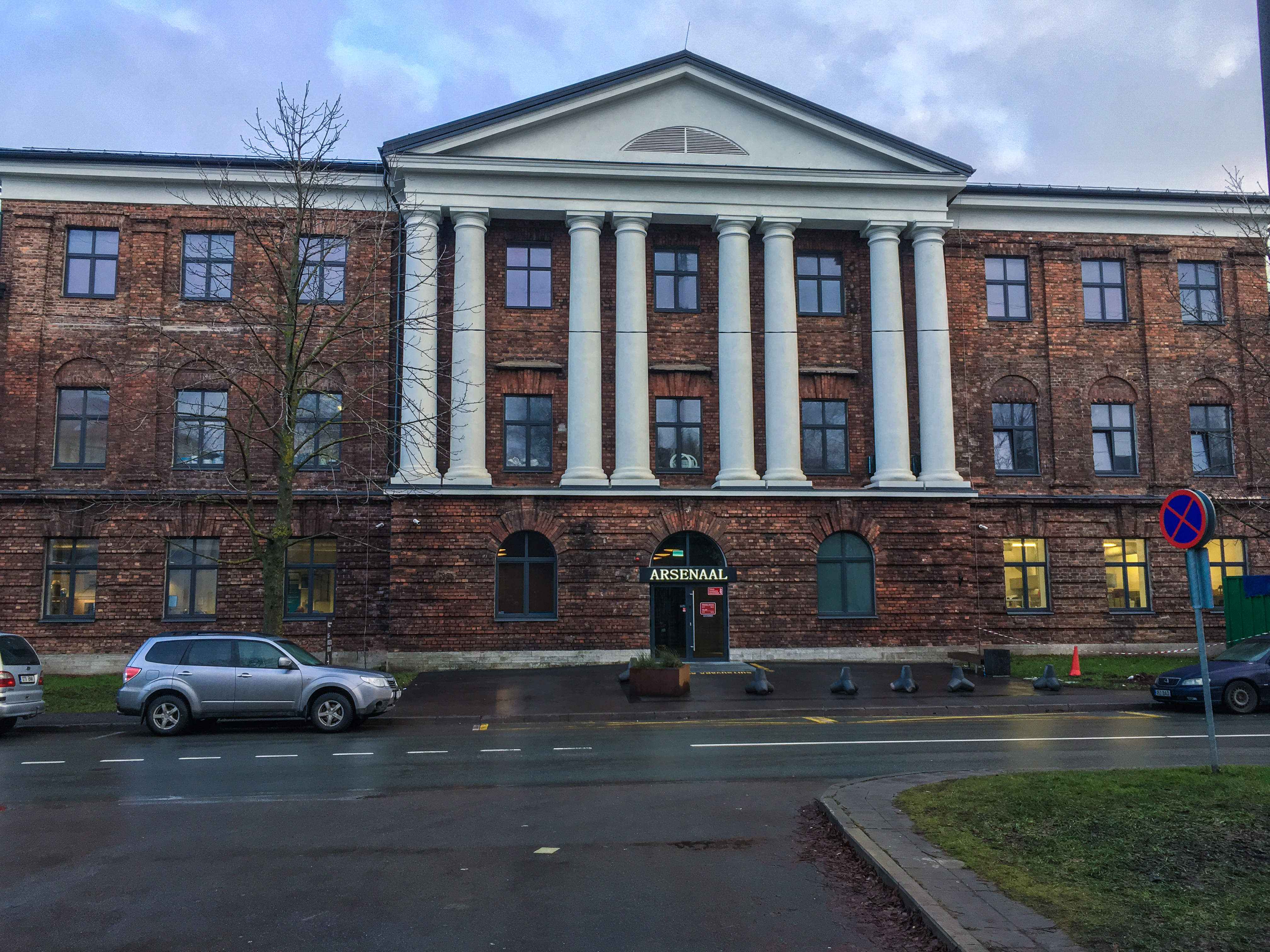
Erika tänav 14.
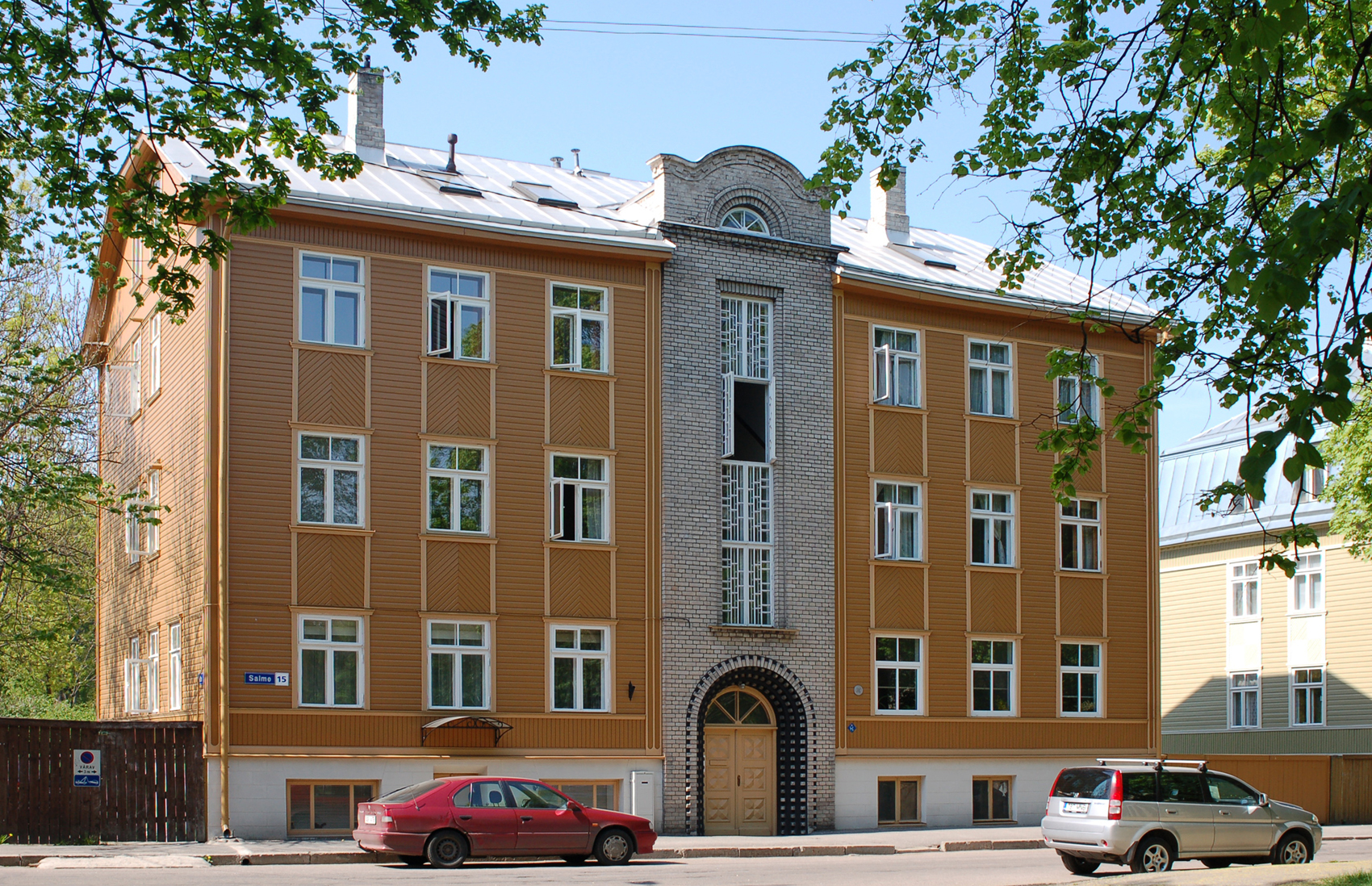
Salme tänav.
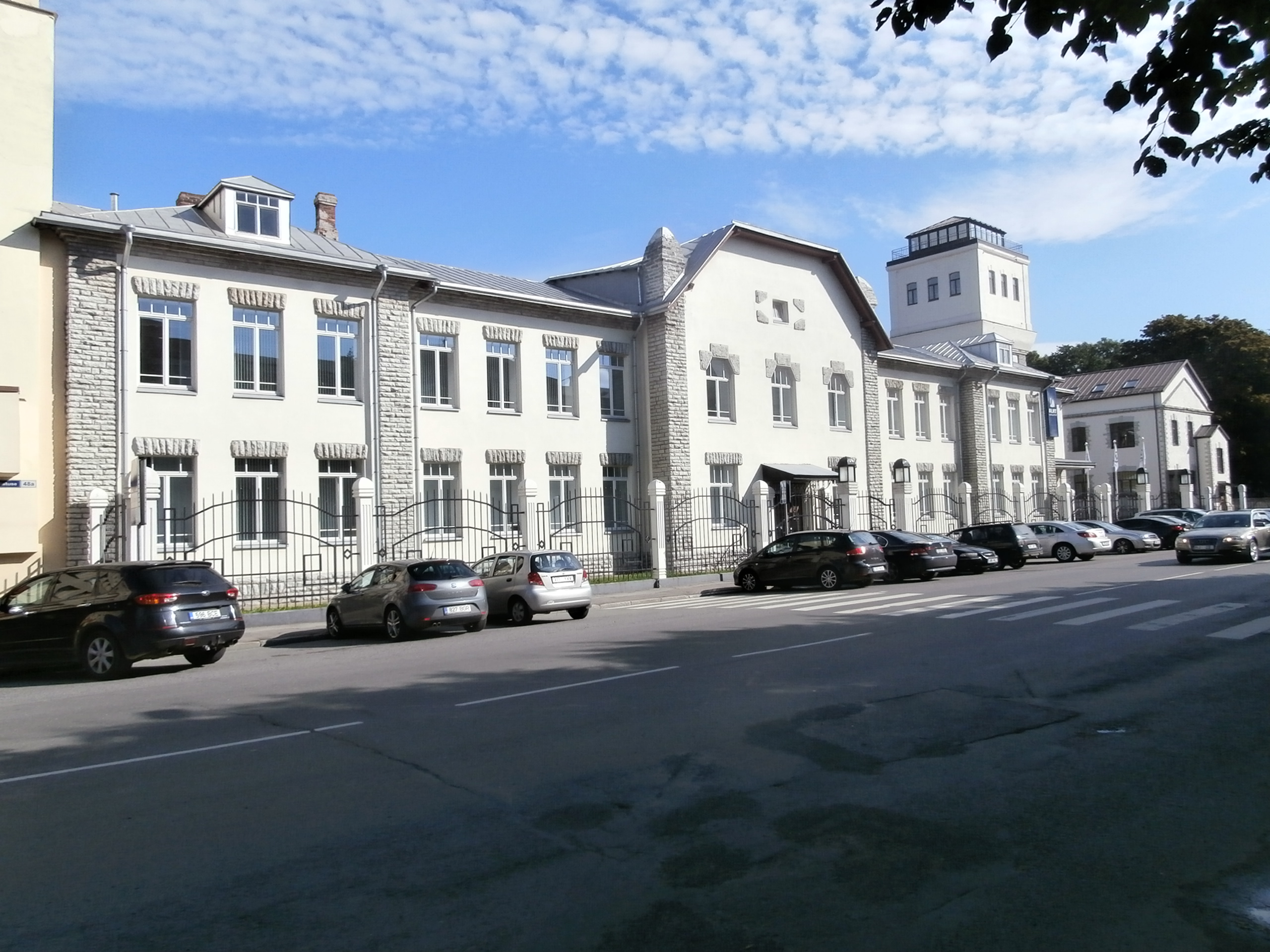
Töestuse tänav.
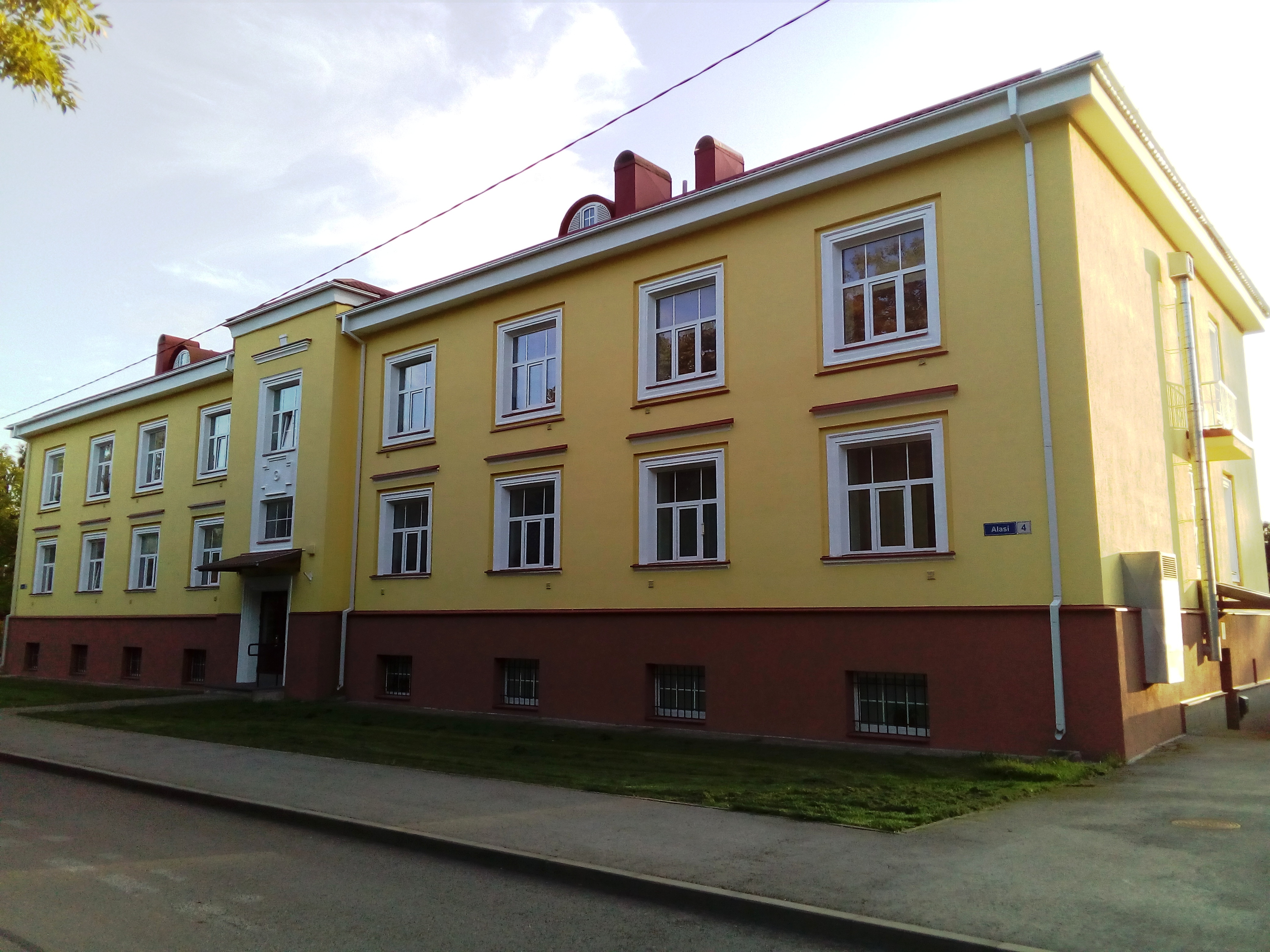
Alasi 4.
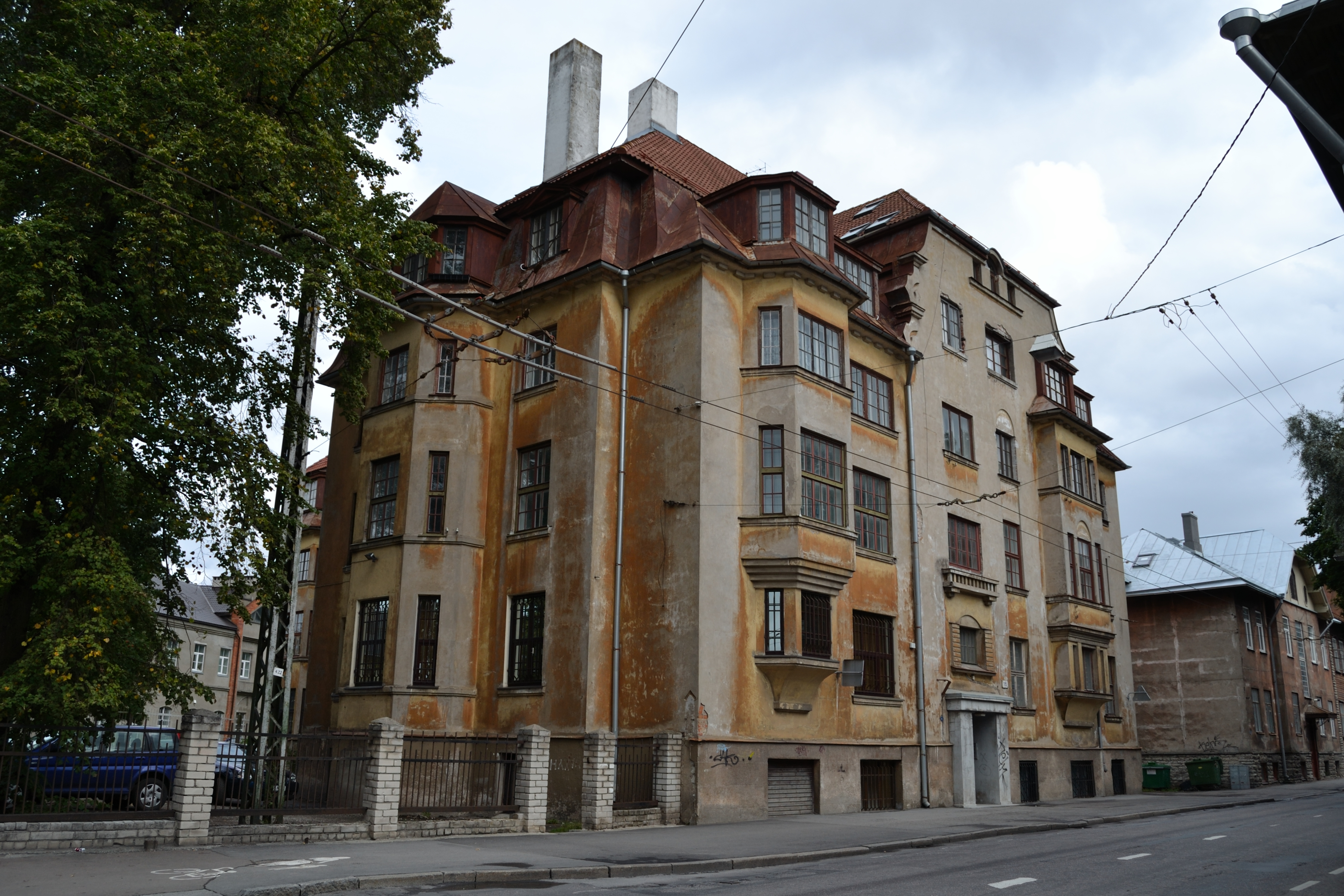
Tehnika tänav.
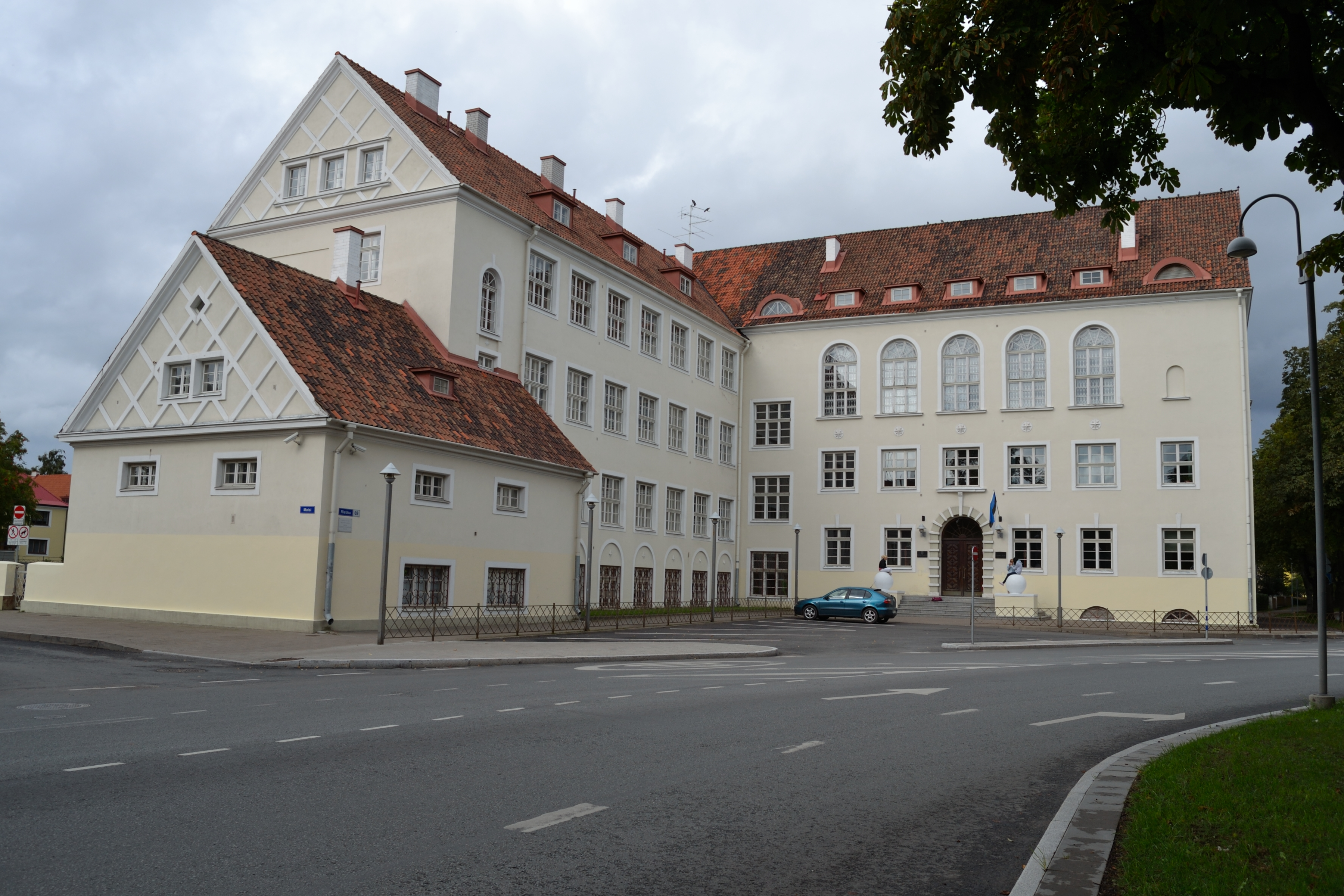
École de Ristiku
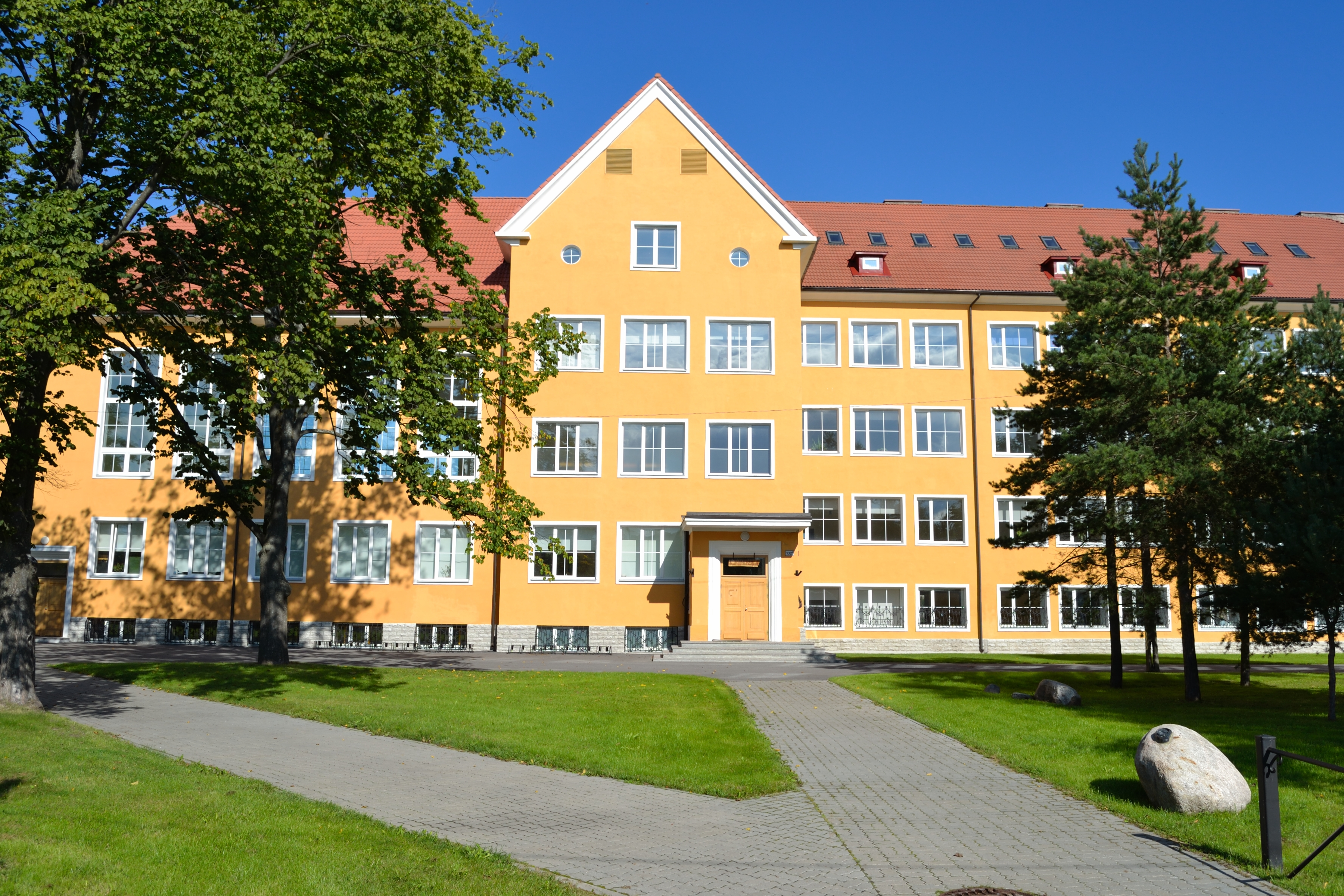
Lycée d'art.